# Moción de censura contra Mariano Rajoy de 2018

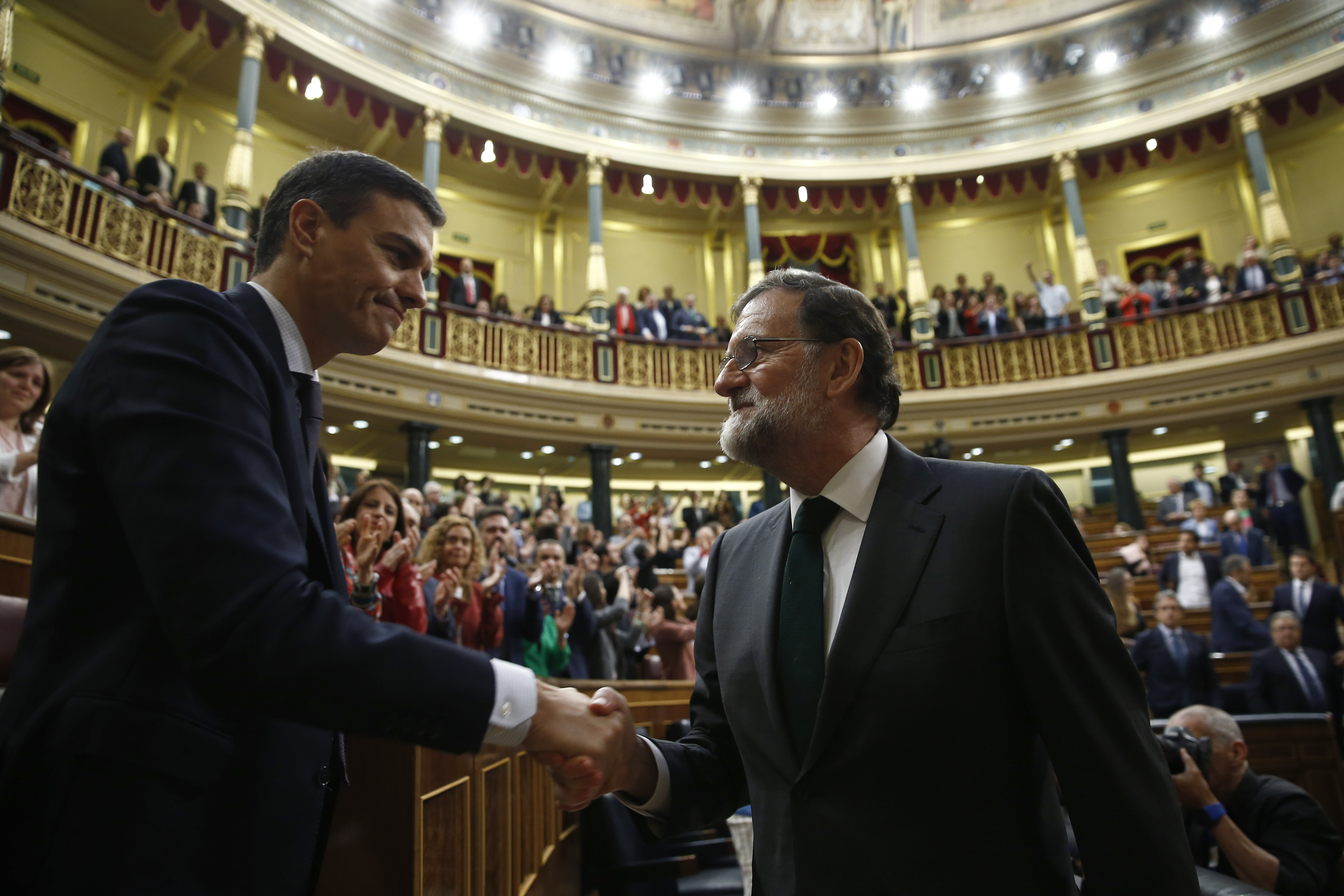
El presidente del Gobierno en funciones, Mariano Rajoy, saluda al candidato electo, Pedro Sánchez, tras la aprobación de la moción de censura. Pedro Sánchez le sucedería al frente del Ejecutivo apenas 20 horas después.

La moción de censura contra Mariano Rajoy de 2018 es un texto parlamentario que fue debatido en dos sesiones plenarias del Congreso de los Diputados que se celebraron, respectivamente, el 31 de mayo y el 1 de junio de 2018. Su aprobación provocó la dimisión del Gobierno de España ante el rey, en cumplimiento del artículo 114 de la Constitución, y conllevó la investidura de Pedro Sánchez como séptimo presidente del Gobierno de España.
La de 2018 fue la cuarta moción de censura desde la transición española a la democracia, y la segunda presentada contra Rajoy tras la presentada por Unidos Podemos el año anterior. Sin embargo, destaca especialmente entre otras por ser la primera de toda la democracia española en prosperar. Por consiguiente, fue también la primera vez que un presidente de un Gobierno de España abandonaba el cargo contra su voluntad sin mediar una petición del rey, un golpe de Estado o una convocatoria electoral.

## Procedimientos
El artículo 113 de la Constitución española de 1978 establece el modo de funcionamiento de la moción de censura. Tiene que ser propuesta al menos por la décima parte de los miembros del Congreso de los Diputados (35 diputados), y ha de incluir un candidato a la presidencia del Gobierno de España. Tras la presentación de la moción de censura, se abre un plazo de dos días para presentar mociones alternativas, que deben estar igualmente firmadas por 35 diputados e incluir un candidato a la presidencia del Gobierno.
En la votación de la moción de censura es necesario obtener la mayoría absoluta de votos afirmativos en el Congreso de los Diputados para que pueda prosperar. Si la moción de censura queda adoptada, el Gobierno debe presentar su dimisión. Al aprobarse la moción de censura se entiende otorgada la confianza al candidato propuesto y el rey le nombra presidente del Gobierno. En el caso de no aprobarse la moción de censura, quienes la hayan propuesto no pueden presentar otra dentro del mismo periodo de sesiones.
En España la moción de censura es constructiva: el grupo que eleva la moción de censura propone a su vez un nuevo presidente del Gobierno, y continuista: no supone el adelanto de las elecciones sino que continúa inalterado el calendario electoral. Mientras está en trámite la moción de censura el presidente del Gobierno no puede disolver el Congreso de los Diputados y convocar elecciones.

## Antecedentes
Carles Puigdemont afirmó en sus memorias Me explico. De la investidura al exilio, que en un encuentro que mantuvo con Pedro Sánchez el 25 de agosto de 2017, él ya le manifestó su intención de presentar una moción de censura, pero que se presentaría cuando se acercase el final de la legislatura porque todavía se tenía que concretar.
El 24 de mayo de 2018 la Audiencia Nacional determinó como resultado de las investigaciones del llamado "Caso Gürtel" la existencia, desde la fundación del partido en 1989, de una estructura de contabilidad y financiamiento ilegal en las finanzas del PP, que se desarrollaba en paralelo a lo que el propio partido informaba oficialmente. La Audiencia Nacional, en la sentencia, argumentaba que el PP ayudó a establecer «un sistema genuino y efectivo de corrupción institucional a través de la manipulación de la contratación pública central, autonómica y local». Por otro lado, consideró que Rajoy no había sido «veraz» en su testimonio como testigo durante el juicio.
Dos años más tarde, en octubre de 2020, la Sala Segunda del Tribunal Supremo, presidida por Manuel Marchena, en una sentencia dictada por unanimidad corrigió parcialmente la sentencia de la Audiencia Nacional al considerar que se excedió al dar por acreditada la responsabilidad penal del Partido Popular, que no era objeto de la acusación y la investigación,
 pero sí dio por acreditada la existencia de la caja B y confirmó con ligeros ajustes las penas de cárcel para los 29 acusados.

## Desarrollo

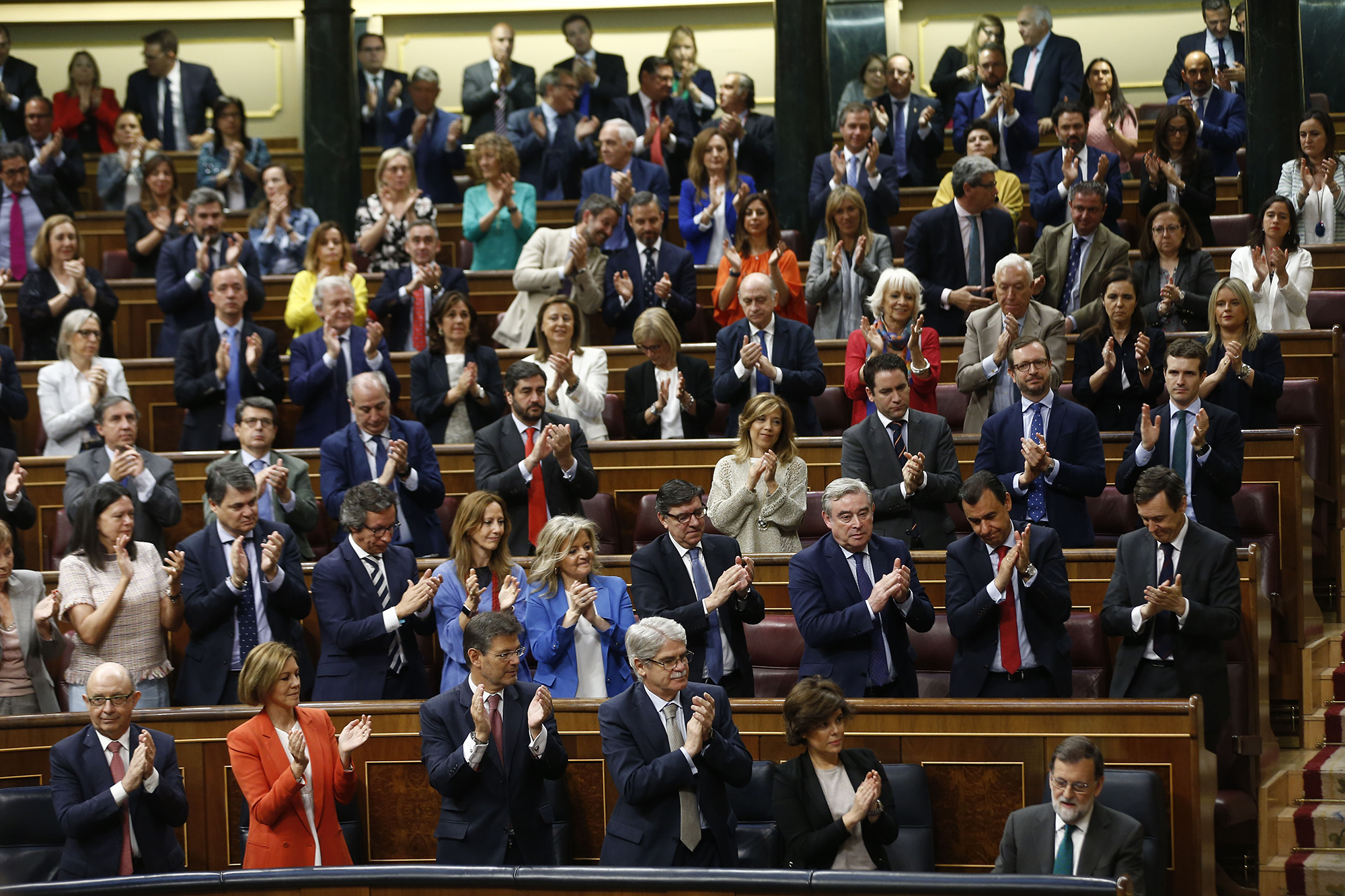
El Gobierno y el Grupo Popular aplauden al término de la última intervención
parlamentaria del presidente Mariano Rajoy.

El 25 de mayo de 2018, el grupo parlamentario del Partido Socialista Obrero Español (PSOE) registró en el Congreso de los Diputados la moción de censura contra Mariano Rajoy en la XII legislatura de España. La moción proponía como candidato a la presidencia del Gobierno al secretario general de los socialistas, Pedro Sánchez, y contaba con la firma de los 84 diputados socialistas. Sánchez declaró que establecería un gobierno «de transición», que asegurase la «gobernanza» del país y recuperase la «normalidad democrática», a raíz de la crisis política desatada por el caso Gürtel, para cuanto antes, convocar elecciones generales anticipadas.
Unidos Podemos —la alianza de Podemos e Izquierda Unida, entre otros partidos—, Esquerra Republicana de Catalunya (ERC), el Partido Demócrata Europeo Catalán (PDeCAT), Compromís y Nueva Canarias (NCa) anunciaron de inmediato su apoyo a la moción. Al mismo tiempo, Ciudadanos (Cs) certificó el final de su apoyo al Gobierno y pidió que se convocasen elecciones anticipadas, mientras expresó su desvinculación con la acción de Sánchez.
Fuentes tanto del Gobierno como del PP reconocieron que la moción tenía perspectivas reales de éxito, ya que el apoyo del PSOE y Unidos Podemos, junto con el de los partidos nacionalistas e independentistas periféricos, sería suficiente para ganar la votación. El 26 de mayo, el candidato Pedro Sánchez aceptó convocar elecciones anticipadas si Cs se sumaba a la moción. El Gobierno admitió haber perdido el control de la legislatura y no descartó verse obligado a convocar elecciones anticipadas para finales de 2018 o principios de 2019, incluso si llegase a superar la moción. El 31 de mayo, el Partido Nacionalista Vasco (PNV) confirmó su apoyo a la moción de censura a cambio del mantenimiento del proyecto de Presupuestos de 2018 y de que no se convocasen elecciones, haciendo inevitable la derrota de Rajoy.
El 1 de junio de 2018 se votó la moción de censura, resultando exitosa con 180 votos a favor, 169 votos en contra y una abstención, por lo que Rajoy debió presentar su dimisión al rey Felipe VI. Al votar a favor de la moción de censura, el Congreso de los Diputados otorgó su confianza al secretario general del Partido Socialista Obrero Español, Pedro Sánchez, para ser investido presidente del Gobierno. Al día siguiente Sánchez prometió el cargo ante el rey. Se convirtió así en el primer presidente español que no era diputado desde que se restableció la democracia en 1977.
Días después de la moción de censura, Rajoy dimitió como líder del PP, renunció a su escaño en el Congreso de los Diputados y solicitó su reingreso en el cuerpo de registradores de la propiedad, donde tenía plaza en Santa Pola (Alicante). Tras la celebración del XIX Congreso del PP en julio de 2018, Pablo Casado sucedió a Rajoy como presidente del PP.

## Votación
La votación se celebró la mañana del día 1 de junio de 2018, arrojando el siguiente resultado:
| Candidato            | Fecha                                                    | Voto | PP  | PSOE | UP | Cs | ECP | ERC | PDeCAT | En Marea | PNV | Compromís | EH Bildu | NC | UPN | FAC | CC | Total   |
| -------------------- | -------------------------------------------------------- | ---- | --- | ---- | -- | -- | --- | --- | ------ | -------- | --- | --------- | -------- | -- | --- | --- | -- | ------- |
| Pedro Sánchez (PSOE) | 1 de junio de 2018 Mayoría requerida: Absoluta (176/350) | Sí   |     | 84   | 50 |    | 12  | 9   | 8      | 5        | 5   | 4         | 2        | 1  |     |     |    | 180/350 |
| Pedro Sánchez (PSOE) | 1 de junio de 2018 Mayoría requerida: Absoluta (176/350) | No   | 134 |      |    | 32 |     |     |        |          |     |           |          |    | 2   | 1   |    | 169/350 |
| Pedro Sánchez (PSOE) | 1 de junio de 2018 Mayoría requerida: Absoluta (176/350) | Abs. |     |      |    |    |     |     |        |          |     |           |          |    |     |     | 1  | 1/350   |
| Referencias:         |                                                          |      |     |      |    |    |     |     |        |          |     |           |          |    |     |     |    |         |